# Marco Bellotti
Marco Bellotti (né le 3 juillet 1979 à Bari) est un chanteur et musicien italien.